# San Giorgio Martire (Nápoly)

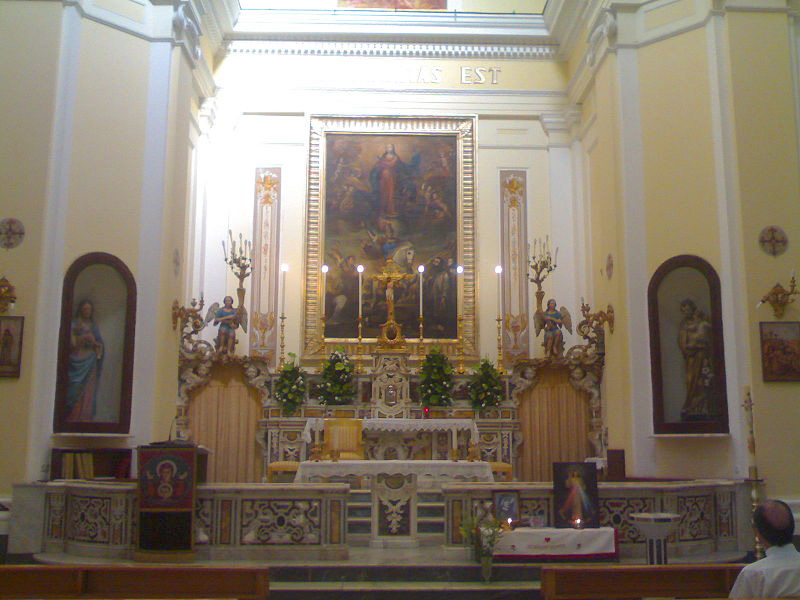
Az oltár

A San Giorgio Martire egy nápolyi templom. A 13. században építette a ma már a város egyik kerületét alkotó Pianurában a helyi bányászok és kőfaragók közössége. Az Anjou-ház, valamint az Aragóniai-ház idejének nagyszabású építkezései nagyban hozzájárultak a környék fejlődéséhez. Ennek következtében 1589-ben a templomot is megnagyobbították. Mai külsejét a 17. században nyerte el. 1620-ban ide helyezték Szent György, Pozzuoli érsek ereklyéit. A bővítési munkálatokat 1789-ben fejezték be egy új sekrestye valamint új padló építésével.